# Yosemite Falls Trail
Le Yosemite Falls Trail est un sentier de randonnée américain situé dans la partie du parc national de Yosemite qui relève du comté de Mariposa, en Californie. Long de 5,8 km, il s'élève de 823 m depuis le fond de la vallée de Yosemite en pénétrant rapidement dans la Yosemite Wilderness. C'est une propriété contributrice au district historique dit « Yosemite Valley », lequel est inscrit au Registre national des lieux historiques depuis le 14 décembre 2006.